# PRR-Klasse E44
| PRR E44                           | PRR E44                              | PRR E44                              |
| --------------------------------- | ------------------------------------ | ------------------------------------ |
|                                   | E44                                  | E44a                                 |
| Nummerierung:                     | 4400–4459                            | 4460–4465                            |
| Anzahl:                           | 60                                   | 6                                    |
| Hersteller:                       | General Electric                     | General Electric                     |
| Baujahr(e):                       | 1960–63                              | 1963                                 |
| Achsformel:                       | Co'Co                                | Co'Co                                |
| Spurweite:                        | 1435 mm                              | 1435 mm                              |
| Länge über Kupplung:              | 21.184 mm                            | 21.184 mm                            |
| Breite:                           | 3000 mm                              | 3000 mm                              |
| Höhe:                             | 3900 mm                              | 3900 mm                              |
| Fester Radstand:                  | 4000 mm                              | 4000 mm                              |
| Kleinster befahrbarer Halbmesser: | 83 m (gekuppelt), 75 m (Lok alleine) | 83 m (gekuppelt), 75 m (Lok alleine) |
| Dienstmasse:                      | 174,5 t                              | 170,0 t                              |
| Reibungsmasse:                    | 174,5 t                              | 170,0 t                              |
| Radsatzfahrmasse:                 | 29 t                                 | 28,5 t                               |
| Höchstgeschwindigkeit:            | 113 km/h                             | 153 km/h                             |
| Dauerleistung:                    | 3281 kW                              | 3728 kW                              |
| Anfahrzugkraft:                   | 427 kN                               | 418 kN                               |
| Leistungskennziffer:              | 18,8 kW/t                            | 21,9 kW/t                            |
| Treibraddurchmesser:              | 1016 mm                              | 1016 mm                              |
| Stromsystem:                      | 11 kV, 25 Hz                         | 11 kV, 25 Hz                         |
| Stromübertragung:                 | Oberleitung                          | Oberleitung                          |
| Anzahl der Fahrmotoren:           | 6 GE 752                             | 6 GE 752                             |
| Antrieb:                          | Tatzlager                            | Tatzlager                            |
| Übersetzungsstufen:               | 20:63                                | 22:61                                |

Die Klasse E44 der Pennsylvania Railroad (PRR) waren 66 zwischen 1960 und 1963 beschaffte Elektrolokomotiven von General Electric.

## Geschichte
1959 unterzeichnete die PRR für 32 Mio. US-Dollar einen Langzeitmietvertrag mit General Electric über 66 Stück E44 Gleichrichter-Güterzug-Lokomotiven.
Diese Lokomotiven sollten die alternden P5a-Lokomotiven ersetzen. Sie waren von den einige Jahre früher an Virginian Railway gelieferten EL-C-Lokomotiven abgeleitet und ähnelten den damals gebauten Diesellokomotiven sehr stark.
Noch bevor die letzte E44 abgeliefert wurde, ermöglichte der Fortschritt in der Gleichrichtertechnik eine Verbesserung der Lokomotive. Die Ignitron-Gleichrichter hatten nämlich immer wieder Probleme mit dem Zündkreis und der Wasserkühlung. Die 37. gelieferte E44 wurde deshalb mit einem luftgekühlten Silizium-Dioden-Gleichrichter ausgerüstet, welcher die oben genannten Nachteile beseitigte und überdies eine beträchtliche Leistungserhöhung ermöglichte. Die E44 mit Silizium-Gleichrichter war so erfolgreich, dass die letzten fünf Einheiten der Bestellung gleich ausgerüstet wurden und somit eine Leistung von 5000 HP (3728 kW) hatten. Sie wurden E44a genannt. Nach und nach wurden die restlichen E44 zu E44a umgerüstet.
Die E44 waren außerordentlich erfolgreich. Die 66 Lokomotiven waren vorgesehen für den Ersatz aller 92 P5a-Lokomotiven. Im Einsatz zeigten bereits die ersten E44, dass sie in der Lage waren, mehr als die anderthalbfache Traktionsleistung der P5a zu erbringen. Im schweren Dienst vor Erz- und Kohlenzügen waren sogar die nicht umgebauten E44 in der Lage, 20 % schwerere Züge als die P5a oder die GG1 zu führen. Die Verfügbarkeit lag bereits während der Einführungsphase bei 92 %. Während der ersten Dienstjahre waren die Unterhaltskosten gegenüber der P5a nur ein Drittel so groß und nur ein Viertel derjenigen von Diesellokomotiven im selben Dienst.
Die Lokomotiven blieben auch bei den Nachfolge-Gesellschaften Penn Central und Conrail im Einsatz. Erst mit der Trennung von Güter- und Personenverkehr im Nordost-Korridor ab Ende der 1970er Jahre reduzierten sich die Einsätze der Lokomotiven. Nachdem Conrail ab 1981 ihre Güterzüge komplett über die nichtelektrifizierten Strecken der früheren Reading Company und der Lehigh Valley Railroad führte, wurden die E44 abgestellt.
Acht Lokomotiven wurden an NJ Transit verkauft. Da es sich um reine Güterzuglokomotiven handelte, waren sie für den Personenzugverkehr ungeeignet. Sie kamen deshalb bei der NJ Transit nicht zum Einsatz und wurden 1986 an Amtrak weiterverkauft. Dort erhielten sie die Bahnnummern 500 bis 507 und wurden bis 1991 ausgemustert.
Die Lokomotive mit der Nummer 4465 wurde 1991 an das Railroad Museum of Pennsylvania gespendet und wird heute in ihrem Ablieferungszustand gezeigt.

## Konstruktive Merkmale

### Elektrische Konstruktion
Die 11-kV-25-Hz-Wechselspannung der Fahrleitung wurde über einen Haupttransformator und zwölf Ignitron-Quecksilber-Lichtbogen-Gleichrichter den sechs GE-752-Fahrmotoren zugeführt. Die Fahrmotoren waren baugleich mit denjenigen der dieselelektrischen Lokomotiven.
Im Gegensatz zu den früheren PRR-Lokomotiven waren die Antriebe als Tatzlagerantrieb ausgeführt. Die Lokomotiven wiesen auch eine elektrische Bremse auf. Sie hatte eine Dauerleistung von 4400 HP (3281 kW) und eine maximale Anfahrzugkraft von 89000 lbs (427 kN).

### Mechanische Konstruktion
Der Lokkasten ruht auf zwei dreiachsigen Drehgestellen mit Tatzlagerantrieb. Die Achsstände betragen zwischen der äußeren und mittleren Achse 1753 mm, während er zwischen der mittleren und der inneren Achse 2210 mm beträgt.
Das Führerhaus befindet sich über einem der Drehgestelle und trägt zwei Einholmstromabnehmer. Es ist breiter als die übrigen Aufbauten, so dass beidseitig eine gute Sicht auf die Strecke möglich ist. Die beidseitig vorhandenen Aufbauten der Fahrzeuge sind höher als das Führerhaus und reichen bis zum Stoßbalken. Beidseitig der Aufbauten ist auf dem Rahmen ein Laufsteg vorhanden, der die vier Aufstiegstreppen verbindet, die sich bei den Stoßbalken befinden. Das Führerhaus hat stirnseitig Türen, welche auf die Laufstege führen. Da die Aufbauten rechteckig sind und keine Abschrägungen vorhanden sind, hat die Lokomotive ein eckiges Erscheinungsbild. Sie wurden deshalb auch Backsteine genannt.